# جرذ القطن البني
جرذ القطن البني (الاسم العلمي:Sigmodon alleni) (بالإنجليزية: Brown Cotton Rat)‏ أو (بالإنجليزية: Allen's Cotton Rat)‏ هو نوع من الحيوانات يتبع جنس جرذ القطن من فصيلة الفأرية، يتواجد في الغابات الاستوائية والمختلطة.
.